# 해학

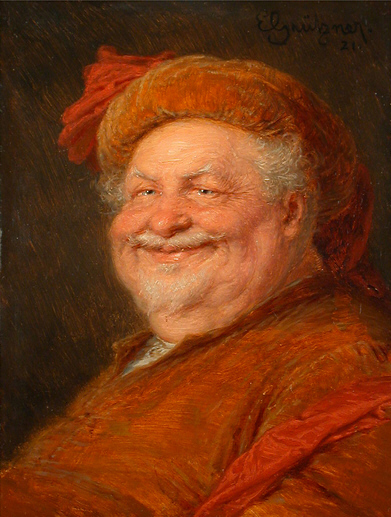
미소는 일반적으로 기쁨이나 행복의 유머 분위기를 나타낸다.

해학(諧謔, 영어: humour 또는 humor)은 익살스럽고도 품위가 있는 말이나 행동이다. 해학을 이용하여 풍자를 표현하기도 한다. "유머"란 고대 생리학에서의 체내를 흐르는 혈액, 점액, 담즙, 흑담즙 등 4종류의 체액을 의미했는데 이런 채액의 배합 정도에 따라 사람의 기분, 기질등이 변화한다고 믿던 것이 뜻이 점차 변형되어 현재의 "해학"으로서의 뜻을 갖게 되었다.
해학이란 우리가 웃을 때면 우리에게 주어진 메시지에 반응하는 것을 말하며, 어울리거나 일치되지 않는 생각이나 사건, 상황 등의 메시지를 평가하고 정신적으로 경험하는 것이며, 재미있는 장면을 보고 재미있다고 지각하여 그 결과로는 행동을 나타낼 때까지의 과정을 포함하는 포괄적인 인지적 경험이다.
해학과 웃음의 유발 요인에 관해서는 과거부터 많은 관점들이 존재했는데, 아리스토텔레스와 플라톤은 ‘기형적인 것, 결함(deformity) 즉 보통의 규범적인 모양을 벗어난 것이 웃음을 유발한다고 보았다. 홉스는 ‘웃음의 우월이론(superiorioty theory of humor)을 이야기한 바 있다. 이것은 다른 사람에게 있는 기형적 형태, 또는 다른 사람의 불완전함을 자신과 비교함으로써 자기찬양(self- glorification)의 열정을 느낀다고 보는 시각이다. 또한 칸트는 긴장된 기대를 하다가 갑자기 ‘아무것도 아닌 것’으로 변해 버릴 때 일어나는 감정이 웃음을 유발한다고 본다. 문제가 있어 보이던 것이 사소한 것으로 판명될 때 웃음을 기대하게 된다는 것이다. 이처럼 문제 있어 보이던 것이 웃을 만한 것으로 변하는 것을 영국의 철학자 스펜서는 불일치의 감소 (descending incongruity)라고 표현했다. 이와 유사하게, 독일의 철학자 쇼펜하우어는 개념과 지각 간의 불일치가 웃음을 유발한다고 주장했다.

## 정의
해학은 말장난이나, 구조나 발음상 비슷한 다의의 말을 이용하여, 우스운 상황을 과장하는 것이다
해학이란 우리가 웃을 때면 우리에게 주어진 메시지에 반응하는 것이며, 사회 문화적 현실 속에서 내적 수정을 요하는 인지적이며 무의식적으로 경험하는 유쾌한 마음의 상태로 문화적 인지에 대한 부조화, 왜곡, 과장 , 또는 사건에 대한 문화적 요소의 비정상적인 결합을 초래한다 해학은 언어적으로 의사를 전달하는 것으로서, 상황의 부조화를 순간적으로 지각하며 즐거움 또는 웃음을 자극하는 것이다. 사건, 사물, 생각, 사회적 기대감이 정상적이거나 기대된 양식과 일치하지 않을 때 발생하게 된다. 즉 상황의 부조화를 순간적으로 지각하며 즐거움 또는 웃음을 자극하는 것이라 할 수 있다.
웃음은 유머의 과정에서 나타나는 심리적 현상으로 웃는 행위 자체를 나타낸다.
본 단어는 한국어 동사, '웃다'의 어간 '웃-'에 명사형 접미사 '-음'을 합성해 만든 단어다.
타인에 의해 웃음이 유발된 상태일 때 화자는 피동 접미사 '-기'의 표현으로 타인에게 웃긴다, 웃기다 라고 표현을 한다.

## 웃음이 유발되는 이유와 해학을 일으키는 요소
웃음을 띈 얼굴 자체, 일명 미소는 일정 조건이 만족될 때 15개의 안면 근육이 수축하면서 나타나는 움직임이고 진지한 일을 우스꽝스럽게 표현하거나 우스꽝스런 일을 사뭇 진지하게 나타내서 발생하는 것은 해학이다.
역설이나 동문서답, 그리고 속된 속어 등이 해학을 일으키는 해학의 요소가 된다. 또 무지, 허영, 우연의 일치, 이랬다 저랬다 하는 것, 부주의, 우직한 것, 극단 등의 만화적인 표현과 가치를 바꾸는 것이나 부조화의 표현은 모두 웃음을 자아낸다.
생각하고 있던 말과 실제로 나온 말 사이에서의 불일치를 갑자기 파악했을 때 생기게 되는데, 이러한 불일치는 사람들이 일반적으로 예상하고 있는 대화의 전제를 부정하거나, 대화의 원리가 되는 기본적인 격을 위배하는 것으로부터 생겨남으로 해학의 웃음 유발의 원리를 비예측성 상황에서의 불일치로 볼 수 있다.
이처럼 해학의 웃음 유발의 원리는 비예측성에 있다고 할 수 있는데 해학에서는 생산자가 만들어 낼 이야기의 결과를 예측하지 못한 수용자가 허를 찔리게 되는 과정에서 웃음이 발생한다.
손세모돌은 해학의 형성원리를 "의외성"으로 보고 "의외성"을 듣는 이의 예측이 어긋나거나 예측 불허인 상태라고 설명하였다. 그리고 해학이란 의도적으로 계산된 웃음 유발 장치로 대화자 상호간에 의외성을 이해할 능력이 없으면 제대로 작동하지 못한다고 말한다.
사람들은 해학이 아닌 상황에서도 잘 웃는다. 따라서 단순히 웃음을 유발한다고 해서 그것들이 모두 해학이 되는 것은 아니다. 해학에 관한 학자들의 정의를 보면 손세모돌은 “의도적으로 계산된 웃음 유발 장치를 가진 이야기"라고 정의한다. 한성일은 유머를 “남을 웃기는 말이나 그 말과 함께 이루어지는 행동의 통칭”으로 정의하면서 ‘유머 텍스트’를 “남을 웃기기 위해 의도적으로 만든 일정한 구조를 갖춘 이야기”라고 하였다. 이재원은 “남을 웃기게 하기 위해 의도적으로 만든 일정한 구조를 갖춘 이야기”로 정의하고 있다. 이 연구들에서 반복적으로 나타나는 요소들을 뽑아보면 ‘의도성’과 ‘웃음’이 해학의 조건임을 알 수 있다.
웃음이란 대단히 기이한 감정 표현으로, 그 발생이 한 감정에서부터 생기는 것이 아니라 여러 복합적인 감정으로부터 생긴다. 예를 들자면, 인간은 앞에 길을 가던 다른 사람이 갑자기 넘어지는 것을 보고 웃을 수도 있으며, 대회에서 우승하기 위하여 노력을 했지만 탈락했을 때 허탈감 속에서 웃을 수도 있다. 이 두 예에 대하여 답이 될 수 있는 것은 칸트의 "긴장스러운 예상이 갑작스레 무(無)로 돌아갈 때 웃음은 터진다"라는 말일 것이다. 앞에 지나가던 사람이 똑바로 걸어갈 것이란 예상이 갑작스레 없어질 때 웃음이 터지며, 자신이 대회에서 우승할 것이란 예상이 헛되게 돌아갈 때에도 웃음이 터질 수 있다는 것이다. 이 논리로 풀 수 있는 예는 몇가지 더 있으며, 그 예로 자신과 계속 경쟁하던 라이벌이 갑자기 사라지는 순간에 웃음이 터지는 것도 자신의 경쟁자가 계속 자신과 경쟁할 것이란 예상이 그 순간 깨졌으므로 웃음이 터지는 것이며, 소원도 하나의 예상이라 볼 수 있다면 자신의 소원이 해결되는 순간 자신의 예상이 없어지는 것이므로 웃음이 나오는 것이다. 이것이 현대의 어느 정도 신빙성이 있는 사상으로, 이것을 허버트 스펜서는 생물학적인 말로 바꾸었기를 "의식이 굉장한 일에서 사소한 일로 불시에 전이할 때 감정과 감각은 신체운동을 발생한다."라 했다.

### 웃음과 그 표정의 선후관계
일반적으로 사람들은 사람이 기뻐서 웃는 것으로 생각하나, 신경생리학적 관점에서 웃어서 기쁘다고도 주장한다.

## 해학에 대한 이론
-각성이론: 해학이 축적된 긴장 또는 에너지를 감소시킨다고 보는 견해
-부조화 이론: 해학자극에 대한 인지적 이해 과정에 초점을 둔것으로 해학의 본질이 예기치 않은 형식으로 본질적으로 서로 다른 두 사상, 개념 또는 상황이 함께 진행됨으로써 해학이 발생한다고 보는 견해. (분석심리학에서 정리) - 현실이나 문화컨텐츠에서 서로 대립하는 사람이 화해하는 장면에서 화해 과정도 유머로 들어가는 것, 언어학적인 모순으로 유머가 발생하는 것도 아울러 말하는 개념.   
-우월성 이론: 주로 타인의 약함과 흉함에 대한 반응으로 해학이 유발된다고 보는 견해
한편, 인간의 열등감과 우월감을 연구한 심리학자, 알프레드 아들러는 타인의 불행이나 어리석음을 비웃는 것을 타인과의 비교로 인한 우월감 느끼기로 보지 않았다.
그는 그러한 비웃음을 그 사람처럼 되지 말아야겠다는 다짐이 담긴 뜻으로 보았다.
-정신분석적 이론: 해학은 가장된 성적 공격이다.
-언어 이론: 해학은 앞뒤가 맞지 않는 일과 다른 논리적인 문제를 해결하는 것과 관련된다고 보는 견해
유머 이론의 부조화 이론과 우월성 이론의 내용 모두는 사상가 쇼펜하우어가 《의지와 표상으로서의 세계》(동서문화사 출판물)에서 "제1권 표상으로서의 세계에 대한 제1고찰" 중 13파트인 "기지와 어리석음"p.g.99에서 보였던 입장과 같다.

## 해학의 종류

### 기능별 분류
```
 -정서 순화형
 -
풍자
형
 -
언어유희
형
 -이야기형
 -비교분석형
[
18
]
```

### 언어적 비언어적 요소에 따른 분류
```
 -
언어적 요소

   -발음, 
동음이의어
, 단어의 중의성, 
사투리
, 받침,음성영상,
    
대구
 활용하기
 -
비언어적 요소

   -[동문서답]하기, 되받아치기, 
고정관념
 이용하기, 특징 찾아 
핵심찌르기
, 
정곡 찌르기
, 우스운 상황 연출하기, 함정만들기, 배경 지식 충돌시키기, 
패러디
하기
[
19
]
```

## 해학 기술의 요소
```
-
불합리 absurdity
 : 
넌센스
, 논리적 규칙에 반하는 상황
-
의인화 anthropomorphism
: 사물이나 
동물
이 인간의 모습을 함
-
호언장담bombast
 : 
호언장담
하거나 과장된 말
-
추격chase
: 어떤 사람이나 사물을 쫓아다니거나 
추격
함
-
익살스러운 행동clownish behavior
: 활발한 팔다리 움직임이나 과장된 불규칙 신체 행동
-
서투름clumsiness
: 
숙달
되거나 우아하지 않음
-
우연의 일치coincidence
: 우연히 예기치 않은 일이 일어남
-
개념적 놀라움conceptual surprise
: 갑작스럽게 기대하지 않았던 개념의 변화로 청중을 오해시킴
-
실망disappointment
: (사소한)실망을 가져오는 상황
-
기이함eccentricity
: 
규범
에서 벗어나는 사람, 이상한 등장 인물
-
당혹스러움embarrassment
: 누군가 불편함이나 
창피함
을 느끼게 되는 어색한 상황
-
과장exaggeration
: 
과장
된 말, 과장된 반응, 어떤 사람이나 사물의 질을 과장함
-
기괴한 외양grotesque appearance
 : 놀라운 특성을 지닌, 이상하거나 
괴물
 같은 외양을 가진 사람
-
무지ignorance
: 어리석고 순진하여 속기 쉬운, 유치하게 행동하는 사람
-
모방imitation
: 
정체성
을 유지하면서 어떤 사람의 모습이나 움직임을 따라 함
-
분장impersonation
: 의도적이든 비의도적이든, 다른 사람의 정체성을 지님
-
어린애 같은 언동
: 말소리를 어린애 같이 하며 노는 것
-
비꼬기irony
: 말하는 것과 다르거나 반대되는 것을 의미함
-
무관한 행동irrelevant behavior
: 
귄위
나 현존 기준을 적절히 존중하지 않음
-
심술궂은 쾌락malicious pleasure
: 다른 사람의 
불행
을 즐거워함, 희생자 유머
-
오해misunderstanding
: 상황을 잘못 해석함
-
재치outwitting
: 반박, 응답 또는 되받아칠 때 기지를 발휘하여 압도함
-
패러디parody
: 문체, 다른 문학 장르, 또는 다른 미디어를 모방함
-
독특한 얼굴peculiar face
: 우스꽝스러운 얼굴이나 찡그린 표정을 함
-
독특한 소리peculiar sound
: 만화에서 같이, 우스꽝스럽거나 예기치 않았던 소리
-
독특한 목소리peculiar voice
: 우스꽝스러운 이상한 소리
-
동음이의의 익살pun
: 
이중
의 뜻을 지닐 수 있는 단어의 의미를 활용하는 것
-
재치 있는 즉답repartee
: 대개 
위트
 있는 대화 안에 나타나는 언어 유희
-
반복repetition
: 같은 상황을 반복하거나 다시 보여 줌
-
조롱ridicule
: 누군가를 언어적 또는 비언어적으로 놀림
-
완고함rigidity
: 
보수적
이고 
융통성
이 없어 경직된 사고를 하는 사람
-
빈정거림sarcasm
: 적대적 톤으로 날카롭게 쏘는 말을 함. 항상 언어적 표현
-
풍자satire
: 잘 알려진 사물, 상황, 또는 공적 인물을 놀리거나 찌름
-
규모scale
: 사람의 논리적 기대치를 뛰어넘는, 아주 크거나 작은 크기
-
성적 암시sexual allusion
: 성적이거나 장난스러운 문제를 가리키거나 암시함
-
법석 떨기slapstick
: 신체적으로 얼굴에 파이 묻히기 등, 누군가의 지위를 격하시킴
-
속도speed
: 아주 빠르거나 느린 동작으로 걷거나 움직임
-
고정관념stereotype
: 국가, 성, 집단의 구성원을 고정 
관념화
, 일반화시켜 표현함
-
변형transformation
: 어떤 사람이나 사물이 변형되어 다른 형태를 띰
-
시각적 놀라움visual surprise
: 갑작스럽고 예기치 않은 시각적, 신체적 변화
```

## 같이 보기
- 황야의 이리
  - 블랙코미디
  - 개그
  - 풍자
- 미소
- 울음
- 슬픔
  - 뒤셴 웃음과 팬암 웃음